# Gran Premio d'Austria 2024
Il Gran Premio d'Austria 2024 è stata l'undicesima prova della stagione 2024 del campionato mondiale di Formula 1. La gara si è corsa domenica 30 giugno sul Red Bull Ring di Spielberg ed è stata vinta dal britannico George Russell su Mercedes, al secondo successo in carriera; Russell ha preceduto all'arrivo l'australiano Oscar Piastri su McLaren-Mercedes e lo spagnolo Carlos Sainz Jr. su Ferrari.
A questa edizione hanno assistito 302 000 spettatori nel corso del weekend di gara, il terzo dato più alto di sempre per il Gran Premio d'Austria sul Red Bull Ring di Spielberg, dopo i 303 000 dell'edizione 2022, e il record dei 304 000 dell'edizione 2023.

## Vigilia

### Aspetti tecnici
Per questo Gran Premio la Pirelli, fornitore unico degli pneumatici, offre la scelta tra gomme di mescola C3, C4 e C5, la tipologia di mescole più morbide che caratterizzano l'intera gamma messa a disposizione dall'azienda fornitrice degli pneumatici. Fin dall'edizione 2021 del Gran Premio, la Pirelli ha sempre stabilito la stessa tipologia di pneumatici per questo appuntamento. Essa viene stabilita per la quinta volta in stagione, e per la prima volta dal Gran Premio del Canada. Prima del precedente Gran Premio di Spagna, la Pirelli stabilisce la tipologia di pneumatici per il successivo Gran Premio di Gran Bretagna.
La Federazione conferma le tre zone del Drag Reduction System in uso dall'edizione 2018 della gara quando l'organo mondiale dell'automobilismo decise di aumentare sul circuito del Red Bull Ring a tre i tratti in cui utilizzare il dispositivo mobile, dopo le due precedenti zone utilizzate dal 2014, quando il circuito tornò a far parte del calendario mondiale, al fine di favorire i sorpassi. I piloti possono attivare l'ala mobile posteriore sul rettilineo principale, con detection point stabilito prima della curva 10, tra la curva 3 e la curva 4, con il punto di determinazione del distacco tra i piloti posto prima della curva 3, e tra la curva 1 e la curva 3, il nuovo tratto aggiuntivo introdotto in seguito, con punto per la determinazione del distacco fra piloti posto prima della curva 1.
Rispetto all'edizione del 2023, il circuito è oggetto di alcune modifiche. Il bordo dietro il cordolo alla curva 8 sul lato destro è stato rimosso. Ghiaia con una larghezza di 2,5 metri è stata aggiunta dietro il cordolo all'uscita delle curve 9 e 10, sul lato sinistro. La linea bianca è stata spostata a sinistra per ridurre la distanza tra essa e la ghiaia a 1,5 metri. Le due curve, nelle ultime edizioni della gara, furono oggetto di numerosi tempi cancellati dai commissari sportivi per il mancato rispetto dei limiti della pista. La linea bianca delle curve 1 e 3 sul lato sinistro è stata spostata a sinistra per ridurre la distanza dal cordolo giallo. La linea bianca alla curva 4 sul lato sinistro è stata spostata a sinistra, e quella alla curva 6 sul lato destro è stata spostata a destra per ridurre la distanza tra essa e la ghiaia a 1,8 metri.
La Federazione stabilisce che qualsiasi pilota che non percorre correttamente l'uscita della curva 10 vede il tempo sul giro e immediatamente quello successivo invalidato dai commissari sportivi. L'organo mondiale dell'automobilismo rende noto che al termine della gara del precedente Gran Premio di Spagna, tra le prime dieci vetture classificate è stata sorteggiata la Ferrari di Carlos Sainz Jr. per le verifiche tecniche. Le ispezioni hanno riguardato lo sterzo e tutti i sensori collegati. Tutti i componenti ispezionati sono risultati essere conformi al regolamento tecnico.
Prima dell'inizio della sessione di prove libere, sulla vettura di Zhou Guanyu viene installata la terza unità relativa all'impianto di scarico. Il pilota cinese della Sauber non è penalizzato sulla griglia di partenza in quanto il nuovo componente installato rientra tra quelli utilizzabili nel numero massimo stabilito dal regolamento tecnico. Prima dell'inizio della Qualifica Sprint, la direzione gara stabilisce che se qualsiasi parte della vettura oltrepassa la linea tratteggiata all'ingresso dei box, la vettura è considerata entrata nella via che conduce alla pit lane.

### Aspetti sportivi
Il Gran Premio rappresenta l'undicesimo appuntamento stagionale a distanza di una settimana dalla disputa del Gran Premio di Spagna, decima gara del campionato. Per la terza volta in stagione, il calendario prevede una prova a distanza di una settimana dall'altra. Il campionato disputa per il secondo weekend di gara consecutivo un appuntamento previsto in Europa, il quarto complessivo della stagione nel vecchio continente. Il Gran Premio è la terza e ultima corsa calendarizzata nel mese di giugno, nonché la seconda prova di un trittico di gare, il primo su tre totali in stagione, posto a cavallo tra il precedente Gran Premio di Spagna e il successivo Gran Premio di Gran Bretagna. La disputa di tre Gran Premi per tre settimane consecutive avvenne, per la prima volta in assoluto nella storia della categoria, nel campionato 2018, in un'occasione, così come nel 2022 e 2023, e per tre volte ciascuno nel 2020 e 2021. Il Gran Premio viene disputato nel mese di giugno per la prima volta dal 2019. Il campionato disputa un appuntamento sulla tipologia di tracciato permanente per il secondo weekend di gara consecutivo. Il contratto per l'inserimento della gara nel calendario mondiale, sempre sul circuito del Red Bull Ring, è stato rinnovato nel mese di luglio 2023 fino alla stagione 2030. Il Gran Premio è sponsorizzato per la prima volta dalla compagnia aerea di bandiera Qatar Airways. A questa edizione assistono 302 000 spettatori nel corso del weekend di gara, il terzo dato più alto di sempre per il Gran Premio, dopo i 303 000 dell'edizione 2022, e il record dei 304 000 dell'edizione 2023.
Presente nel calendario del campionato mondiale di Formula 1 fin dalla stagione 1964 e valido quale prova della categoria dallo stesso anno, il Gran Premio d'Austria vede la disputa della sua quarantatreesima edizione, la trentasettesima valida per il mondiale. Il circuito del Red Bull Ring, sede attuale della gara dal 1970 e della scuderia Red Bull Racing, denominazione del tracciato in uso dal 2014, dopo le due precedenti di Österreichring tra il 1970 e il 1987 e A1-Ring tra il 1997 e 2003, è il tracciato ad aver ospitato tutte le edizioni della gara, tranne quella inaugurale del 1964, su diverse configurazioni, la cui la più recente in uso dalla categoria dal 1997. Il tracciato presenta il minor numero di curve, dieci, tra tutti i circuiti utilizzati in campionato, e il tempo sul giro più veloce. Lungo 4 318 metri, il circuito si piazza al quinto posto tra le piste più corte del campionato. Esso è secondo nella classifica delle piste col maggiore dislivello, con 63,5 metri di differenza fra il punto più alto e quello più basso, superato soltanto dai 102,2 metri del circuito di Spa-Francorchamps, sede del Gran Premio del Belgio. Il circuito austriaco disputa per la ventesima volta una prova valida per il campionato mondiale. È il decimo circuito della storia del mondiale con il maggior numero di edizioni disputate in Formula 1, al pari dell'Hockenheimring, sede del soppresso Gran Premio di Germania. Durante l'edizione del 2017 la leggera piega prima dell'attuale curva 3 fu classificata come la seconda curva del tracciato, uniformandosi a come stabilito in precedenza nel Motomondiale. L'unica edizione del Gran Premio differente dalla tradizionale sede fu quella corsa all'Aerodromo Hinterstoisser-Zeltweg. Il Gran Premio non fu disputato tra il 1988 e il 1996 e tra il 2004 e il 2013, prima di tornare nel calendario della stagione a partire dall'edizione successiva dopo un profondo restyling dell'infrastruttura. Il circuito del Red Bull Ring ha inoltre ospitato due edizioni del Gran Premio di Stiria nel 2020 e nel 2021, tenutesi a distanza di una settimana con il Gran Premio d'Austria. Il Gran Premio di Stiria fu aggiunto al calendario per rimpiazzare altri Gran Premi precedentemente posticipati o annullati a causa delle problematiche dettate dalla pandemia di COVID-19. Il Gran Premio d'Austria fu scelto come prima prova della stagione 2020 condizionata dalla pandemia, dopo la posticipazione dell'inizio del campionato per via di numerosi appuntamenti annullati o posticipati più avanti nel corso della stagione per via dell'emergenza sanitaria. La stagione iridata iniziò con un appuntamento europeo per la prima volta dal 1966. Nell'edizione del 1971, quart'ultima prova del campionato, Jackie Stewart vinse il secondo titolo piloti.
Il pilota olandese campione del mondo della Red Bull Racing, Max Verstappen, è quello con il maggior numero di vittorie nel Gran Premio d'Austria, con quattro successi. Verstappen vinse nel 2018 e 2019, nel 2021 e nell'edizione precedente. L'olandese ha inoltre il maggior numero di successi in Austria (5), grazie alla vittoria nell'edizione 2021 del Gran Premio di Stiria. Quattro piloti dell'attuale campionato hanno trionfato in questo appuntamento. Oltre a Verstappen, il pilota finlandese della Sauber, Valtteri Bottas, vinse nel 2017 e 2020 con la Mercedes. Il britannico Lewis Hamilton della Mercedes vinse nel 2016 con la scuderia tedesca, mentre il monegasco della Ferrari, Charles Leclerc, nel 2022 con la scuderia di Maranello. Hamilton ha un ulteriore trionfo in Austria grazie al successo nel Gran Premio di Stiria 2020. Niki Lauda, René Arnoux, Nelson Piquet, Bottas e Verstappen hanno conquistato il maggior numero di pole position nel Gran Premio d'Austria (3). Bottas, Verstappen, Hamilton e Leclerc sono i piloti dell'attuale campionato ad essere partiti dalla posizione al palo nella gara austriaca. La Ferrari e la McLaren detengono il maggior numero di vittorie in questo appuntamento (6), seguiti dalla Mercedes (5) e da quattro successi a testa della Lotus e dalla Red Bull Racing. La scuderia di Milton Keynes e quella di Brackley hanno un ulteriore successo in Austria con un trionfo a testa nel Gran Premio di Stiria. La Mercedes ha il maggior numero di successi sul circuito del Red Bull Ring (6). La Ferrari è l'unico costruttore ad aver trionfato in tutti i circuiti utilizzati nel Gran Premio d'Austria. Dieci dei diciannove Gran Premi corsi al Red Bull Ring sono stati vinti dalla pole position (52,63%). Due costruttori hanno ottenuto l'unica vittoria in Formula 1 in Austria: la Penske e la Shadow rispettivamente nelle edizioni del 1976 e 1977. La vittoria della Penske rimane la più recente nella massima categoria per una squadra con base negli Stati Uniti d'America. David Coulthard detiene il primato al Red Bull Ring per aver vinto dalla posizione più indietro in griglia di partenza, la settima, nel 2001. Sulla stessa pista sotto una diversa configurazione e denominazione di Österreichring, Alan Jones vinse dalla quattordicesima posizione, nel 1977. L'ex pilota locale Niki Lauda ottenne la vittoria nel Gran Premio di casa nel 1984. La vittoria di Lorenzo Bandini in quella inaugurale del 1964 fu l'unica della carriera, al pari di Vittorio Brambilla (1975). In questo appuntamento, John Watson (1976), Alan Jones (1977) e Elio De Angelis (1982) hanno ottenuto il primo successo della carriera. I campioni del mondo austriaci, Jochen Rindt e Niki Lauda, fecero il loro debutto nella massima categoria in questa gara, rispettivamente nel 1964 e 1971, insieme al dirigente sportivo della Red Bull Racing, Helmut Marko (1971), Dieter Quester (1974), Hans Binder (1976), Nigel Mansell (1980) e Gerhard Berger (1984). L'edizione del 2020 fu la prima prova del mondiale. Fu l'inizio di stagione più ritardato, battendo di trentasette giorni il precedente record della stagione 1951 con il Gran Premio di Svizzera. Nell'edizione 2019, che figurò zero ritiri, Leclerc ottenne la prima pole position sul circuito austriaco fin dal suo ritorno in calendario nella stagione 2014, la prima dell'era turbo-ibrida, con una vettura non motorizzata Mercedes. Nel 2014 Bottas conquistò la prima fila in carriera e il primo podio. Nel 2020 il britannico della McLaren, Lando Norris, ottenne il primo podio in carriera, insieme al primo giro più veloce. Nella stessa gara l'ex scuderia con la denominazione di AlphaTauri, ora RB, debuttò nel campionato mondiale. Nel 2021 il messicano Sergio Pérez disputò la duecentesima partenza in un Gran Premio in carriera. Nell'edizione precedente il francese Esteban Ocon dell'Alpine segnò un nuovo record quale pilota con il maggior numero di penalità ricevute nel corso della gara (5). Venticinque piloti hanno vinto il Gran Premio d'Austria, di cui 11 diventati campioni del mondo.
Il Gran Premio d'Austria viene scelto, per la terza stagione consecutiva, come il terzo evento, su sei in programma per questo campionato, dove il weekend di gara è caratterizzato dal formato della Sprint, una gara di 100 km con scelta libera a livello di mescole di gomme e senza necessità di effettuare pit stop il cui risultato attribuisce punti validi per la classifica piloti e costruttori ai primi otto classificati. La Federazione, Liberty Media e i team raggiungono un accordo per il numero dei Gran Premi dove utilizzare il formato della Sprint. Come nel 2023 il numero degli eventi è confermato a sei. I Gran Premi ad ospitare il formato della Sprint sono: il Gran Premio di Cina, Miami, Austria, Stati Uniti d'America, San Paolo e Qatar. Il sistema di punteggio da attribuire durante la Sprint, sempre valevole per le classifiche piloti e costruttori, è quello adottato dal 2022, comprendendo sempre i primi otto classificati, i quali nell'ordine ricevono 8, 7, 6, 5, 4, 3, 2 e 1 punto.
La riunione della F1 Commission prima dell'inizio del campionato ha annunciato i cambiamenti riguardo al formato per i Gran Premi caratterizzati dalla disputa della Sprint, in particolare sulla programmazione delle sessioni. La mattina del venerdì rimane invariata, con la disputa dell'unica sessione di prove libere del weekend. Nel venerdì pomeriggio viene disputata la Qualifica Sprint, composta dalla Q1 di 12 minuti, Q2 di 10 e Q3 di 8, e che determina la griglia di partenza della Sprint, che quest'anno viene disputata il sabato mattina, contraddistinta da una distanza di gara di 24 giri per questo evento o massimo 60 minuti secondo regolamento. Le qualifiche per la gara domenicale vengono quindi spostate dal venerdì pomeriggio al tradizionale sabato pomeriggio, rendendole quindi uniformi con i weekend in cui non viene disputata la Sprint. La gara domenicale rimane invariata. Secondo il regolamento sportivo, la sessione di qualificazione alla Sprint viene ora chiamata Qualifica Sprint, in contrapposizione al nome Sprint Shootout utilizzato la stagione precedente. Il termine Qualifica Sprint era stato precedentemente utilizzato nella stagione 2021, nella quale debuttò la Sprint, per riferirsi alla gara breve stessa. L'altro cambiamento riguarda l'introduzione di un doppio parco chiuso, uno riguardante la Sprint ed uno riguardante la gara. Le monoposto entreranno in regime di parco chiuso all'inizio della prima fase della qualifica per la Sprint, per uscirne alla fine della gara breve. Torneranno poi in parco chiuso all'inizio della Q1 per restarci, come di consueto, fino al termine del Gran Premio.
Il pilota francese dell'Alpine, Pierre Gasly, e quello canadese dell'Aston Martin, Lance Stroll, rinnovano con le proprie scuderie firmando un contratto pluriennale. Daniel Ricciardo della RB prende parte alla duecentocinquantesima partenza in un Gran Premio in Formula 1. L'australiano fece il suo debutto nella stagione 2011, durante il Gran Premio di Gran Bretagna, con l'ex scuderia HRT. Da allora ha conquistato otto vittorie nella massima categoria, la cui la più recente nel Gran Premio d'Italia 2021 con la McLaren, e ottenendo trentadue podi e tre pole position.
L'ex pilota di Formula 1 Johnny Herbert è nominato commissario aggiunto. Il britannico ha svolto in passato, in diverse occasioni, tale funzione, l'ultima al Gran Premio d'Australia. È la casa automobilistica britannica Aston Martin a fornire la safety car e la medical car, per l'ultima volta fornitrice delle vetture nel precedente Gran Premio di Spagna.

## Prove

### Resoconto
Al pilota olandese della Red Bull Racing, Max Verstappen, non viene applicata nessuna penalità da parte dei commissari sportivi per non essersi presentato in orario alla conferenza stampa del giovedì.
Verstappen coglie la migliore prestazione delle prove libere. Il pilota campione del mondo ha sofferto anche un'avaria del motore, verificatosi alla prima curva. La direzione di gara ha dovuto esporre la bandiera rossa, per interrompere la sessione, e consentire al pilota di rientrare ai box. Alla ripartenza la vettura è riuscita a tornare in circolo. Seguono Verstappen, Oscar Piastri e le due Ferrari. Hamilton ha chiuso con l'ottavo tempo, ma ha impressionato nella simulazione di gara, che è stato il suo principale lavoro svolto nella sessione. Norris, l'altro pilota della McLaren, ha solo il tredicesimo tempo in quanto, nel suo tentativo veloce, ha commesso un errore di guida, che lo ha portato sulla ghiaia.

### Risultati
Nella sessione di prove libere si è avuta questa situazione:
| Pos | Nº | Pilota          | Costruttore                | Tempo    | Gap    | Giri |
| --- | -- | --------------- | -------------------------- | -------- | ------ | ---- |
| 1   | 1  | Max Verstappen  | Red Bull Racing-Honda RBPT | 1'05"685 |        | 28   |
| 2   | 81 | Oscar Piastri   | McLaren-Mercedes           | 1'05"961 | +0"276 | 32   |
| 3   | 16 | Charles Leclerc | Ferrari                    | 1'06"055 | +0"370 | 31   |

## Qualifica Sprint

### Resoconto
I piloti escono in pista dopo che la sessione è iniziata da tre minuti. Lewis Hamilton segna il tempo di riferimento, che viene cancellato, per un'uscita dal tracciato. Tocca a George Russell prendere il comando, con 1'05"764. Piastri è secondo, fino all'arrivo di Carlos Sainz Jr.; Magnussen sale quarto, prima che Norris si piazzi terzo, col migliore terzo settore, in assoluto. Max Verstappen migliora la prestazione di Russell (1'05"690), mentre Pérez rimane a mezzo secondo dal tempo del suo compagno di scuderia. Piastri si migliora, scala sesto, mentre Hamilton, col suo secondo giro veloce, è solo undicesimo. Meglio fa Pérez che rimonta ottavo. Nella fase finale della sessione c'è un testacoda per Yuki Tsunoda, alla penultima curva, che però non penalizza altri piloti. Non accedono alla seconda fase Ricciardo, Hülkenberg, Bottas, Albon e Zhou.
In questa fase è subito Verstappen a dettare il ritmo, con 1'05"186, con Sergio Pérez ancora staccato di mezzo secondo. Norris batte il tempo del messicano, mentre Sainz Jr. chiude quarto. Sono migliori i tempi dei due rispettivi compagni di team: Leclerc scala terzo, e Oscar Piastri secondo. Risultano veloci le Mercedes, con Hamilton che è quinto, mentre Russell si piazza secondo. I primi otto della classifica sono raccolti in meno di mezzo secondo. Stroll segna il nono tempo, battuto presto da Esteban Ocon. Tsunoda è solo undicesimo, mentre Gasly si classifica subito dietro al compagno di scuderia Ocon. Alonso è dodicesimo, alle spalle di Stroll. Coglie il miglior primo settore, in assoluto, Magnussen, che però chiude undicesimo. Non passano alla fase decisiva, oltre al danese, le due Aston Martin, Tsunoda e Sargeant.
Nella SQ3 occorre attendere diversi minuti, prima di vedere in pista i piloti. I primi a tentare il tempo sono quelli della Mercedes, quando mancano appena tre minuti al termine delle qualifiche. Un problema tecnico sulla vettura di Charles Leclerc provoca lo spegnimento del motore: il monegasco deve far passare le altre vetture, riesce a riprendere la pista, ma in grave ritardo, e non può iniziare il suo giro lanciato, prima dell'esposizione della bandiera a scacchi. Il ferrarista termina le qualifiche senza tempo. Hamilton chiude con 1'05"270, battuto da Russell in 1'05"054. Tocca poi al duo della McLaren, con Norris in pole position provvisoria (1'04"799); solo Verstappen fa meglio, con 1'04"686.
Max Verstappen conquista l'ottava pole position valevole per la Sprint in carriera, la seconda in stagione, nonché consecutiva. Il campione del mondo estende il record quale pilota autore del maggior numero di partenze al palo nella gara rapida su quindici sessioni fin qui disputate, dopo l'introduzione nella stagione 2021. Piastri, terzo, parte nei primi cinque nella Sprint per la prima volta in stagione. Per Pérez la settima posizione è la peggior piazza di partenza per il messicano nella Sprint. Con l'ottava posizione di Ocon e la nona di Gasly, l'Alpine raggiunge la SQ3 per la prima volta in stagione.
Sono stati cancellati otto tempi dai commissari sportivi ai piloti per non aver rispettato i limiti della pista, durante la Qualifica Sprint. Si sono visti cancellare il tempo due volte Valtteri Bottas (una volta alla curva 6 e una volta alla curva 1) e Yuki Tsunoda (una volta alla curva 6 e una volta alla curva 9), una volta Lewis Hamilton (alla curva 6), Zhou Guanyu (alla curva 9), Oscar Piastri e Logan Sargeant (alla curva 6). Tsunoda, George Russell, Zhou, Piastri, Kevin Magnussen, Hamilton, Sergio Pérez, Lance Stroll e Pierre Gasly non ricevono sanzioni da parte dei commissari sportivi, per non aver rispettato le istruzioni stabilite dalla direzione gara. Tutti i piloti hanno superato il tempo limite di un minuto e undici secondi valevole tra la seconda linea della safety car e la prima di essa. Tsunoda, Piastri, Magnussen, Pérez e Stroll per due volte, nel corso del quarto e quinto giro in SQ1 per il giapponese, nel corso del quarto e settimo giro in SQ1 per l'australiano, nel corso del quarto e quinto giro in SQ1 per il danese, nel corso del quinto in SQ1 e nel corso dell'undicesimo giro in SQ2 per il messicano, nel corso del quinto in SQ1 e nel corso del nono giro in SQ2 per il canadese. Nel corso del quarto giro in SQ1 per Russell e Zhou, e nel corso del quinto giro in SQ1 per Hamilton e Gasly.
La riunione dei piloti, prevista un'ora e mezza dopo la disputa della Qualifica Sprint, viene cancellata.

### Risultati
Nella sessione della Qualifica Sprint si è avuta questa situazione:
| Pos                         | Nº | Pilota           | Costruttore                  | SQ1      | SQ2         | SQ3         | Griglia |
| --------------------------- | -- | ---------------- | ---------------------------- | -------- | ----------- | ----------- | ------- |
| 1                           | 1  | Max Verstappen   | Red Bull Racing-Honda RBPT   | 1'05"690 | 1'05"186    | 1'04"686    | 1       |
| 2                           | 4  | Lando Norris     | McLaren-Mercedes             | 1'05"786 | 1'05"561    | 1'04"779    | 2       |
| 3                           | 81 | Oscar Piastri    | McLaren-Mercedes             | 1'06"081 | 1'05"379    | 1'04"987    | 3       |
| 4                           | 63 | George Russell   | Mercedes                     | 1'05"764 | 1'05"325    | 1'05"054    | 4       |
| 5                           | 55 | Carlos Sainz Jr. | Ferrari                      | 1'05"781 | 1'05"435    | 1'05"126    | 5       |
| 6                           | 44 | Lewis Hamilton   | Mercedes                     | 1'06"504 | 1'05"539    | 1'05"270    | 6       |
| 7                           | 11 | Sergio Pérez     | Red Bull Racing-Honda RBPT   | 1'06"256 | 1'05"612    | 1'06"008    | 7       |
| 8                           | 31 | Esteban Ocon     | Alpine-Renault               | 1'06"343 | 1'05"686    | 1'06"101    | 8       |
| 9                           | 10 | Pierre Gasly     | Alpine-Renault               | 1'06"465 | 1'05"757    | 1'06"624    | 9       |
| 10                          | 16 | Charles Leclerc  | Ferrari                      | 1'06"149 | 1'05"526    | senza tempo | 10      |
| 11                          | 20 | Kevin Magnussen  | Haas-Ferrari                 | 1'06"387 | 1'05"806    | N.D.        | 11      |
| 12                          | 18 | Lance Stroll     | Aston Martin Aramco-Mercedes | 1'06"037 | 1'05"847    | N.D.        | 12      |
| 13                          | 14 | Fernando Alonso  | Aston Martin Aramco-Mercedes | 1'06"487 | 1'05"878    | N.D.        | 13      |
| 14                          | 22 | Yuki Tsunoda     | RB-Honda RBPT                | 1'06"557 | 1'05"960    | N.D.        | 14      |
| 15                          | 2  | Logan Sargeant   | Williams-Mercedes            | 1'06"518 | senza tempo | N.D.        | 15      |
| 16                          | 3  | Daniel Ricciardo | RB-Honda RBPT                | 1'06"581 | N.D.        | N.D.        | 16      |
| 17                          | 27 | Nico Hülkenberg  | Haas-Ferrari                 | 1'06"583 | N.D.        | N.D.        | 17      |
| 18                          | 77 | Valtteri Bottas  | Kick Sauber-Ferrari          | 1'06"725 | N.D.        | N.D.        | 18      |
| 19                          | 23 | Alexander Albon  | Williams-Mercedes            | 1'06"754 | N.D.        | N.D.        | PL      |
| 20                          | 24 | Zhou Guanyu      | Kick Sauber-Ferrari          | 1'07"197 | N.D.        | N.D.        | 19      |
| Tempo limite 107%: 1'10"288 |    |                  |                              |          |             |             |         |

In grassetto sono indicate le migliori prestazioni in SQ1, SQ2 e SQ3.

## Sprint

### Resoconto
Prima della Sprint, sulla vettura di Alexander Albon viene modificato il set up della vettura sotto il regime di parco chiuso. Il pilota thailandese della Williams è costretto a partire dalla pit lane.
La procedura di partenza viene ripetuta, per l'esigenza di spostare un fotografo seduto in posizione non corretta; ciò comporta la riduzione della durata della gara di un giro. Al via Max Verstappen mantiene il comando, seguito dalla coppia della McLaren. Nel corso del primo giro Leclerc passa Sergio Pérez, mentre Sainz Jr. ha la meglio su George Russell. Norris si avvicina al leader della gara, e lo passa al quinto giro, alla curva 3. Il pilota della Red Bull Racing è però capace di riprende il comando alla curva seguente; ne approfitta Oscar Piastri che prende la posizione al compagno di scuderia. L'australiano non riesce a restare nella scia del pilota olandese, ma mantiene un margine su Norris. All'ottavo giro Russell riprende la posizione a Carlos Sainz Jr.. Il pilota della Mercedes non stacca lo spagnolo, e ciò consente anche a Hamilton di avvicinarsi. Nessun sorpasso verrà però realizzato nella parte finale della gara.
Max Verstappen vince la decima Sprint in carriera dopo l'introduzione della gara breve nella stagione 2021, la terza in stagione su altrettante dispute, su quindici gare veloci fin qui corse nella storia del mondiale. Il pilota della Red Bull Racing estende il record del maggior numero di successi per un singolo pilota nella gara rapida. Per Verstappen è la quinta vittoria consecutiva nella Sprint, di cui sette nelle ultime otto disputate. L'olandese, che ha condotto la gara breve per tutti i suoi giri per la seconda volta in stagione dopo quella corsa nel Gran Premio di Miami, ottiene il quattordicesimo podio su quindici Sprint corse. Quattro scuderie occupano le prime otto posizioni, le stesse arrivate a punti.
Sono stati cancellati quattro tempi dai commissari sportivi ai piloti per non aver rispettato i limiti della pista, durante la Sprint. Si sono visti cancellare il tempo due volte Lando Norris (entrambe le volte alla curva 1) e Fernando Alonso (una volta alla curva 1 e una volta alla curva 3).

### Risultati
Nella sessione della Sprint si è avuta questa situazione:
| Pos | Nº | Pilota           | Costruttore                  | Giri | Tempo/Ritiro | Griglia | Punti |
| --- | -- | ---------------- | ---------------------------- | ---- | ------------ | ------- | ----- |
| 1   | 1  | Max Verstappen   | Red Bull Racing-Honda RBPT   | 23   | 24'41"389    | 1       | 8     |
| 2   | 81 | Oscar Piastri    | McLaren-Mercedes             | 23   | +4"616       | 3       | 7     |
| 3   | 4  | Lando Norris     | McLaren-Mercedes             | 23   | +5"348       | 2       | 6     |
| 4   | 63 | George Russell   | Mercedes                     | 23   | +8"354       | 4       | 5     |
| 5   | 55 | Carlos Sainz Jr. | Ferrari                      | 23   | +9"989       | 5       | 4     |
| 6   | 44 | Lewis Hamilton   | Mercedes                     | 23   | +11"207      | 6       | 3     |
| 7   | 16 | Charles Leclerc  | Ferrari                      | 23   | +13"424      | 10      | 2     |
| 8   | 11 | Sergio Pérez     | Red Bull Racing-Honda RBPT   | 23   | +17"409      | 7       | 1     |
| 9   | 20 | Kevin Magnussen  | Haas-Ferrari                 | 23   | +24"067      | 11      |       |
| 10  | 18 | Lance Stroll     | Aston Martin Aramco-Mercedes | 23   | +30"175      | 12      |       |
| 11  | 31 | Esteban Ocon     | Alpine-Renault               | 23   | +30"839      | 8       |       |
| 12  | 10 | Pierre Gasly     | Alpine-Renault               | 23   | +31"308      | 9       |       |
| 13  | 22 | Yuki Tsunoda     | RB-Honda RBPT                | 23   | +35"452      | 14      |       |
| 14  | 3  | Daniel Ricciardo | RB-Honda RBPT                | 23   | +39"397      | 16      |       |
| 15  | 14 | Fernando Alonso  | Aston Martin Aramco-Mercedes | 23   | +43"155      | 13      |       |
| 16  | 2  | Logan Sargeant   | Williams-Mercedes            | 23   | +44"076      | 15      |       |
| 17  | 23 | Alexander Albon  | Williams-Mercedes            | 23   | +44"673      | PL      |       |
| 18  | 77 | Valtteri Bottas  | Kick Sauber-Ferrari          | 23   | +46"511      | 18      |       |
| 19  | 27 | Nico Hülkenberg  | Haas-Ferrari                 | 23   | +48"423      | 17      |       |
| 20  | 24 | Zhou Guanyu      | Kick Sauber-Ferrari          | 19   | +53"143      | 19      |       |

## Qualifiche

### Resoconto
Verstappen segna il tempo di riferimento, in 1'06"054, con Sergio Pérez che resta a meno di due decimi dal compagno di team. Il tempo del campione del mondo viene battuto da Carlos Sainz Jr., a sua volta superato da Leclerc. Norris s'inserisce fra le due Ferrari. Sale terzo Piastri, a 17 millesimi dal monegasco. Chiude quarto Yuki Tsunoda, a 28 millesimi dal primo posto. Più dietro si trovano Daniel Ricciardo ottavo e Magnussen settimo. La Mercedes ottiene il sesto tempo con Hamilton, mentre l'altro pilota della scuderia tedesca Russell batte Leclerc (1'05"614). Rientrato in pista, Verstappen porta il limite a 1'05"336; ancora una volta è una Ferrari, quella di Sainz Jr., a tornare al comando. Rimonta al terzo posto Leclerc, mentre termina sesto Fernando Alonso. Poco dopo Ocon batte il tempo dello spagnolo. Ricciardo rimonta settimo; alle sue spalle chiude Alexander Albon. Tocca poi a Tsunoda rientrare all'ottavo posto, ma il suo tempo è annullato, per aver superato i limiti della pista. Piastri chiude a 0"048 da Sainz Jr., mentre Norris risale in quarta posizione. A meno di quattro minuti dalla fine della sessione i piloti sono racchiusi in meno di un secondo. Gasly prende il sesto tempo, ma Hamilton lo batte subito. Russell s'inserisce fra i due, mentre Nico Hülkenberg segna il nono tempo; meglio fa Magnussen, che è quinto. Ritorna nei primi dieci Ricciardo, così come l'altro pilota della RB, Tsunoda. Sono eliminati Albon, Stroll, Bottas, Sargeant e Zhou. Albon, primo dei non qualificati in Q2, termina a soli à 0"473 da Sainz Jr..
In Q2 Ocon segna 1'05"582, con Gasly che si piazza a 0"075. Sainz Jr. è terzo, ma con gomme usate, prima che Leclerc colga il miglior tempo (1'05"532). L'arrivo di Verstappen modifica la classifica, con l'olandese che chiude con un tempo inferiore al minuto e cinque secondi (1'04"577). Sale Tsunoda secondo, battuto da Lewis Hamilton. Russell è l'unico che si avvicina a Verstappen, restando comunque staccato di mezzo secondo. Ricciardo s'intercala tra Hamilton e Tsunoda, mentre Piastri è terzo, alle spalle delle due Mercedes, e davanti a Norris. Già sotto inchiesta in Q1, per non aver rispettato la sua posizione all'uscita dei box, Hülkenberg forza la sua entrata nella metà corsia della fast lane, davanti a Pérez. Magnussen si piazza dodicesimo, mentre Ocon è settimo. Con gomme nuove Sainz Jr. chiude secondo, a quattro decimi da Verstappen, mentre Leclerc è sesto. Entra nella decina dei migliori Hülkenberg (nono); non si migliora Alonso, che resta quindicesimo, così come non entra nei dieci Ricciardo, undicesimo a 15 millesimi da Ocon. Ricciardo, Magnussen, Gasly, Tsunoda e Albon non accedono alla Q3.
Nella fase decisiva le Mercedes sono le ultime a uscire in pista. Ocon, Hülkenberg, Leclerc e Pérez affrontano il primo giro lanciato su gomme usate. Verstappen marca 1'04"426; Norris resta a tre decimi. Piastri è staccato di sei decimi mentre Sainz Jr. resta a otto decimi. Leclerc chiude a sei decimi, ma su gomme già usate. Pérez resta staccato di un secondo dal tempo del campione del mondo. Rimonta terzo Russell; Hamilton chiude sesto. Col secondo tentativo il campione del mondo lima il suo tempo fino a 1'04"314. Migliora anche Piastri, secondo a 0"472; l'australiano viene, in seguito, battuto da Norris. Leclerc rovina il suo secondo giro con un'uscita di pista alla penultima curva. Poco dopo il tempo di Piastri è annullato.
Max Verstappen conquista la quarantesima pole position in carriera, l'ottava della stagione e la prima da quella ottenuta nel Gran Premio dell'Emilia-Romagna, dopo la partenza al palo ottenuta anche nella Qualifica Sprint. Per il campione del mondo è la quarta pole position nel Gran Premio d'Austria, nonché consecutiva. Per la Red Bull Racing è la centotreesima partenza in prima posizione della storia, l'ottava della stagione e la quarta complessiva in questo appuntamento, nonché consecutiva, e la prima da quella ottenuta a Imola.
La terza posizione di Russell è la miglior partenza per il pilota britannico della Mercedes al Red Bull Ring. Sainz Jr., quarto, si qualifica davanti al compagno di scuderia Leclerc, sesto, per la prima volta in sette gare. Il monegasco non si assicura una partenza tra i primi quattro dalla vittoria nel Gran Premio di Monaco. Il quinto posto di Hamilton gli permette di qualificarsi tra i primi sei solamente per la seconda volta in stagione dopo la terza posizione di qualificazione nel precedente Gran Premio di Spagna. Piastri, originariamente qualificato terzo, parte dalla settima posizione dopo che il suo tempo in Q3 è stato cancellato per il superamento dei limiti del tracciato. L'ottavo posto di Pérez segna la sua prima partenza nei primi dieci negli ultimi cinque Gran Premi. Nono, Hülkenberg raggiunge il Q3 per la quinta volta in stagione. Ocon, decimo, è qualificato al Q3 per la seconda gara di fila, e si qualifica davanti al compagno di scuderia Gasly, tredicesimo, per la prima volta in quattro gare. Ricciardo è qualificato davanti al compagno Tsunoda solamente per la terza volta in undici sessioni di qualifica in stagione. L'australiano manca l'accesso al Q3 per soli 0"015. Dopo la quattordicesima posizione di qualificazione per la Sprint, il giapponese è qualificato nella stessa piazza. Grazie alla dodicesima posizione, per Magnussen è la miglior qualifica dell'anno. Albon, dopo l'eliminazione in SQ1 nella Qualifica Sprint, è eliminato nel corso della prima fase anche nelle prove ufficiali, con il sedicesimo posto. Il pilota thailandese della Williams è eliminato nel corso della prima fase per la seconda gara di fila. Stroll è eliminato per la seconda volta in stagione durante la Q1 dopo il Gran Premio del Giappone, mentre Bottas è eliminato nel primo segmento per la quinta volta nelle ultime sei gare.
Verstappen diventa il primo pilota nel Gran Premio d'Austria autore di quattro pole position, messe a segno consecutivamente. L'appuntamento austriaco diventa, dopo il Gran Premio di Abu Dhabi, l'evento dove l'olandese ha ottenuto il maggior numero di partenze al palo in carriera. Il Red Bull Ring diventa il tracciato nel quale il leader del campionato ha ottenuto il più alto numero di pole position in carriera (5), di cui consecutive, grazie alla prima piazza ottenuta nel Gran Premio di Stiria 2021. La Red Bull Racing, alla quinta prima piazza al Red Bull Ring, eguaglia il numero delle pole position in questo Gran Premio della Lotus e della McLaren (4). Verstappen ha trionfato per ventitré volte dalle sue ultime ventisei prime file. Quando Norris è partito in prima fila insieme all'olandese ha sempre vinto il pilota della Red Bull Racing. Verstappen e Norris condividono la prima fila per la seconda gara consecutiva, con le posizioni invertite, e nello stesso weekend di gara dopo il risultato della Qualifica Sprint. Le ultime quattro pole position del campionato sono state conquistate da quattro piloti differenti. 0"798 è stato il margine più basso tra il pilota più rapido e quello più lento in Q1 con l'attuale formato delle qualifiche.
Sono stati cancellati cinque tempi dai commissari sportivi ai piloti per non aver rispettato i limiti della pista, durante le qualifiche. Si sono visti cancellare il tempo due volte Charles Leclerc (una volta alla curva 6 e una volta alla curva 9), una volta Yuki Tsunoda, Pierre Gasly e Oscar Piastri (alla curva 6). Kevin Magnussen, Daniel Ricciardo, Tsunoda, Sergio Pérez, Logan Sargeant, Esteban Ocon, Lewis Hamilton e George Russell non ricevono sanzioni da parte dei commissari sportivi, per non aver rispettato le istruzioni stabilite dalla direzione gara. Tutti i piloti hanno superato il tempo limite di un minuto e undici secondi valevole tra la seconda linea della safety car e la prima di essa. Magnussen per tre volte, nel corso del secondo e quinto giro in Q1, e nel corso dell'undicesimo in Q2, e Ricciardo per due volte, nel corso del quinto e decimo giro in Q1. Nel corso del secondo giro in Q1 per Tsunoda, nel corso del settimo in Q1 per Pérez, nel corso dell'ottavo in Q1 per Sargeant, nel corso del decimo in Q1 per Ocon, nel corso del tredicesimo in Q2 per Hamilton, e nel corso del diciassettesimo in Q3 per Russell.
Al termine delle qualifiche, Nico Hülkenberg viene convocato dai commissari sportivi per essere entrato, per una volta in Q1 e per una volta in Q2, nella fast lane, dentro la corsia dei box. Nel primo caso la Haas riceve una reprimenda, mentre nel secondo caso il pilota tedesco non riceve sanzioni. Lewis Hamilton viene convocato per essere uscito dal proprio box in condizioni non di sicurezza, durante la Q3. La Mercedes viene sanzionata con 5 000 euro da parte della Federazione. Yuki Tsunoda viene convocato per commenti inappropriati via radio, durante la Q1. Il pilota giapponese della RB viene sanzionato con 40 000 euro dalla Federazione, di cui 20 000 euro di sospensione per resto della stagione a condizione che non vi siano infrazioni di natura simile. Max Verstappen non riceve sanzioni da parte dei commissari sportivi per aver guidato lentamente dopo aver lasciato la corsia dei box, durante la Q3.
La McLaren avvia una protesta contro il risultato delle qualifiche per la cancellazione del tempo del pilota australiano Oscar Piastri, durante la Q3. Essa viene respinta dai commissari sportivi.

### Risultati
Nella sessione di qualifica si è avuta questa situazione:
| Pos                         | Nº | Pilota           | Costruttore                  | Q1       | Q2       | Q3       | Griglia |
| --------------------------- | -- | ---------------- | ---------------------------- | -------- | -------- | -------- | ------- |
| 1                           | 1  | Max Verstappen   | Red Bull Racing-Honda RBPT   | 1'05"336 | 1'04"469 | 1'04"314 | 1       |
| 2                           | 4  | Lando Norris     | McLaren-Mercedes             | 1'05"450 | 1'05"103 | 1'04"718 | 2       |
| 3                           | 63 | George Russell   | Mercedes                     | 1'05"585 | 1'05"016 | 1'04"840 | 3       |
| 4                           | 55 | Carlos Sainz Jr. | Ferrari                      | 1'05"263 | 1'05"016 | 1'04"851 | 4       |
| 5                           | 44 | Lewis Hamilton   | Mercedes                     | 1'05"541 | 1'05"053 | 1'04"903 | 5       |
| 6                           | 16 | Charles Leclerc  | Ferrari                      | 1'05"509 | 1'05"104 | 1'05"044 | 6       |
| 7                           | 81 | Oscar Piastri    | McLaren-Mercedes             | 1'05"311 | 1'05"070 | 1'05"048 | 7       |
| 8                           | 11 | Sergio Pérez     | Red Bull Racing-Honda RBPT   | 1'05"587 | 1'05"144 | 1'05"202 | 8       |
| 9                           | 27 | Nico Hülkenberg  | Haas-Ferrari                 | 1'05"596 | 1'05"262 | 1'05"385 | 9       |
| 10                          | 31 | Esteban Ocon     | Alpine-Renault               | 1'05"574 | 1'05"274 | 1'05"883 | 10      |
| 11                          | 3  | Daniel Ricciardo | RB-Honda RBPT                | 1'05"569 | 1'05"289 | N.D.     | 11      |
| 12                          | 20 | Kevin Magnussen  | Haas-Ferrari                 | 1'05"508 | 1'05"347 | N.D.     | 12      |
| 13                          | 10 | Pierre Gasly     | Alpine-Renault               | 1'05"598 | 1'05"359 | N.D.     | 13      |
| 14                          | 22 | Yuki Tsunoda     | RB-Honda RBPT                | 1'05"563 | 1'05"412 | N.D.     | 14      |
| 15                          | 14 | Fernando Alonso  | Aston Martin Aramco-Mercedes | 1'05"656 | 1'05"639 | N.D.     | 15      |
| 16                          | 23 | Alexander Albon  | Williams-Mercedes            | 1'05"736 | N.D.     | N.D.     | 16      |
| 17                          | 18 | Lance Stroll     | Aston Martin Aramco-Mercedes | 1'05"819 | N.D.     | N.D.     | 17      |
| 18                          | 77 | Valtteri Bottas  | Kick Sauber-Ferrari          | 1'05"847 | N.D.     | N.D.     | 18      |
| 19                          | 2  | Logan Sargeant   | Williams-Mercedes            | 1'05"856 | N.D.     | N.D.     | 19      |
| 20                          | 24 | Zhou Guanyu      | Kick Sauber-Ferrari          | 1'06"061 | N.D.     | N.D.     | PL      |
| Tempo limite 107%: 1'09"831 |    |                  |                              |          |          |          |         |

## Gara

### Resoconto
Prima della gara, sulla vettura di Zhou Guanyu viene modificato il set up della vettura sotto il regime di parco chiuso. Il pilota cinese della Sauber è costretto a partire dalla pit lane.
Tutti, a eccezione di Zhou, che monta gomme hard, partono con gomme a mescola media. Verstappen mantiene la prima posizione, seguito da Norris e Russell. Più dietro Lewis Hamilton passa Sainz Jr. e Pérez. L'ex campione del mondo attacca il compagno di squadra, prima di essere nuovamente ripassato. In seguito Hamilton, per il timore di dover subire una penalità per aver superato Sainz Jr., al via, uscendo dal tracciato, cede la posizione al ferrarista. Al sesto giro Oscar Piastri supera con una manovra, all'esterno di curva 6, Pérez. 
Dopo una ventina giri Verstappen ha un margine di sei secondi su Norris, 10"3 su Russell, 12"8 su Sainz Jr. e 15"1 su Hamilton. Al ventiduesimo giro Hamilton e Sergio Pérez passano alle gomme a mescola dura. Il giro dopo è il turno per Sainz Jr., mentre Russell opta per le medie. I due piloti davanti, Verstappen e Norris, seguono la stessa strategia: sosta al ventiquattresimo giro e passaggio alle hard. Piastri si ferma al ventiseiesimo giro. La classifica non muta, ma Pérez subisce una penalità di cinque secondi, per l'eccessiva velocità in pit lane. 
La serie delle seconde soste, per i piloti di vertice, inizia con George Russell, al quarantasettesimo passaggio. Il giro dopo tocca a Carlos Sainz Jr., mentre Piastri passa Hamilton. Al cinquantunesimo giro, nuovamente assieme, effettuano la sosta sia Verstappen, rallentato da un problema alla gomma posteriore sinistra, che Norris. Poco dopo anche Piastri si ferma. La graduatoria vede Verstappen davanti a Norris, Russell, Sainz Jr., Piastri, Hamilton e Nico Hülkenberg. Lando Norris riduce, di giro in giro, la distanza da Verstappen, e inizia a minacciare la prima posizione.
Dopo vari tentativi, al cinquantanovesimo giro, Norris sembra passare il pilota della Red Bull Racing, che riprende la prima piazza. Al giro sessantatré l'olandese effettua anche un piccolo errore, che però non aiuta il britannico. La sfida si decide al giro seguente: Norris affianca Verstappen, alla curva 3, e i due vanno alla collisione. Il pilota della McLaren è costretto al ritiro, mentre Verstappen va ai box, con la vettura danneggiata. Entrambi raggiungono i box su tre ruote. Per la manovra Verstappen sarà anche penalizzato di dieci secondi. Russell si trova a condurre su Piastri, che ha passato Sainz Jr.. Verstappen riesce, comunque, a chiudere quinto, mentre Hülkenberg difende la sesta posizione da Pérez. Al penultimo giro Fernando Alonso strappa, proprio all'olandese, il giro veloce.
George Russell vince il secondo Gran Premio in carriera dopo il successo nel Gran Premio di San Paolo 2022. Per la Mercedes è il centoventiseiesimo trionfo della propria storia, il sesto successo complessivo nel Gran Premio d'Austria, per la prima volta dalla vittoria di Bottas nell'edizione 2020, e il primo trionfo dalla gara in Brasile proprio con Russell dopo un digiuno di trentatré gare. Piastri termina secondo per la terza volta in carriera, dopo il secondo posto nella Sprint, e al secondo podio in stagione. Sainz Jr., terzo, prima di questa gara aveva registrato più apparizioni al Red Bull Ring che su qualsiasi altro circuito senza mai finire sul podio, con undici partenze.
Per Hamilton, quarto, è il terzo piazzamento consecutivo tra i primi quattro dopo nessun piazzamento tra i primi quattro nei primi otto Gran Premi della stagione. Verstappen, quinto, non ottiene il podio in questo appuntamento per la prima volta dall'edizione 2020. Il pilota olandese, che ha condotto 62 dei 71 giri previsti, pone fine a una serie di cinque podi consecutivi sulla pista austriaca. La sesta posizione di Hülkenberg è il miglior piazzamento per il pilota tedesco dal Gran Premio d'Italia 2019. Hülkenberg terminò sesto nella Sprint dell'edizione precedente. È anche il miglior risultato della Haas in un Gran Premio dall'edizione 2022 della gara con il sesto posto di Mick Schumacher. Con l'ottava posizione di Magnussen, a punti per la seconda volta in stagione, è il miglior risultato per la scuderia statunitense con entrambe le vetture dalla stessa gara. La Haas riottiene il settimo posto in classifica costruttori ai danni dell'Alpine. Settimo, Pérez ha disputato la sua sesta gara consecutiva senza salire sul podio. Ricciardo, nono, e alla duecentocinquantesima partenza in un Gran Premio di Formula 1, ottiene punti per la seconda volta in tre gare. Prima del ritiro di Norris, la McLaren era l'unica squadra a non essersi ritirata in campionato. Il britannico era l'unico pilota sempre a punti in campionato. Gasly conclude decimo per il quarto piazzamento a punti consecutivo, la striscia più lunga dall'inizio del 2021. Il francese conquista il quattrocentesimo punto in carriera. Leclerc termina undicesimo e non conquista punti per la seconda volta negli ultimi tre Gran Premi.
Russell, al primo podio al Red Bull Ring e il secondo in tre gare della stagione, è il ventiseiesimo pilota differente a trionfare nel Gran Premio d'Austria, l'undicesimo sul circuito austriaco, il primo alla guida della Mercedes da Bottas nell'edizione 2020, e il primo britannico da Hamilton nell'edizione 2016. Russell è il quinto pilota differente a vincere un Gran Premio in stagione, il secondo britannico dopo Norris nel Gran Premio di Miami. La Mercedes eguaglia il record di successi in questo appuntamento della Ferrari e della McLaren (6). La scuderia tedesca, che ottiene solamente il secondo successo dell'era a effetto suolo a partire dal 2022, estende il record quale costruttore con il maggior numero di trionfi sul circuito austriaco (7). Il team di Brackley è il quarto diverso costruttore a vincere in stagione. È la duecentoquattordicesima vittoria per una vettura motorizzata Mercedes.
Norris è premiato pilota del giorno per la terza gara di seguito per la seconda volta in stagione, e per la sesta volta nelle ultime sette gare. Alonso ottiene il ventiseiesimo giro più veloce in carriera, al nono posto nella classifica di tutti i tempi. Il punto addizionale del giro più rapido non viene assegnato per la prima volta dal Gran Premio di Miami, per l'undicesima volta complessiva dopo essere stato reintrodotto nella stagione 2019, in quanto ottenuto da Alonso, diciottesimo all'arrivo, fuori dalle prime dieci posizioni. È stato il sesto più veloce Gran Premio d'Austria sul tempo della distanza di gara con l'attuale configurazione della pista utilizzata dal 1997, corso alla media di 217,908 km/h. Per la diciannovesima volta nella storia della massima categoria, di cui le ultime quindici gare a partire dal 2015 e per il terzo Gran Premio della stagione, il secondo consecutivo, tutti i piloti sono classificati, nonostante il ritiro di Norris, classificato per aver completato il 90% della distanza di gara. È il secondo Gran Premio d'Austria, dopo l'edizione del 2019, nel quale tutti i piloti risultano classificati. La corsa viene vinta per la quinta volta al Red Bull Ring da un pilota partito in terza posizione. Il podio composto da Russell, Piastri e Sainz Jr. è inedito nella storia del mondiale, il settecentotrentaduesimo differente. Il margine tra il vincitore Russell e il secondo classificato Piastri di 1"906 è stato il secondo più basso della stagione dopo 0"725 del Gran Premio dell'Emilia-Romagna. Verstappen estende il margine sul secondo in classifica generale a 81 punti.
Sono stati cancellati 16 tempi dai commissari sportivi ai piloti per non aver rispettato i limiti della pista, durante la gara. Si sono visti cancellare il tempo cinque volte Lando Norris (quattro volte alla curva 3 e una volta alla curva 1), due volte Max Verstappen (entrambe le volte alla curva 3), una volta Daniel Ricciardo, Nico Hülkenberg e Zhou Guanyu (alla curva 3), Sergio Pérez (alla curva 1), Pierre Gasly (alla curva 3), Yuki Tsunoda (alla curva 1), Charles Leclerc e Logan Sargeant (alla curva 6) e Oscar Piastri (alla curva 1).

### Risultati
I risultati del Gran Premio sono i seguenti:
| Pos | Nº | Pilota           | Costruttore                  | Giri | Tempo/Ritiro | Griglia | Punti |
| --- | -- | ---------------- | ---------------------------- | ---- | ------------ | ------- | ----- |
| 1   | 63 | George Russell   | Mercedes                     | 71   | 1h24'22"798  | 3       | 25    |
| 2   | 81 | Oscar Piastri    | McLaren-Mercedes             | 71   | +1"906       | 7       | 18    |
| 3   | 55 | Carlos Sainz Jr. | Ferrari                      | 71   | +4"533       | 4       | 15    |
| 4   | 44 | Lewis Hamilton   | Mercedes                     | 71   | +23"142      | 5       | 12    |
| 5   | 1  | Max Verstappen   | Red Bull Racing-Honda RBPT   | 71   | +37"253      | 1       | 10    |
| 6   | 27 | Nico Hülkenberg  | Haas-Ferrari                 | 71   | +54"088      | 9       | 8     |
| 7   | 11 | Sergio Pérez     | Red Bull Racing-Honda RBPT   | 71   | +54"672      | 8       | 6     |
| 8   | 20 | Kevin Magnussen  | Haas-Ferrari                 | 71   | +1'01"355    | 12      | 4     |
| 9   | 3  | Daniel Ricciardo | RB-Honda RBPT                | 71   | +1'01"169    | 11      | 2     |
| 10  | 10 | Pierre Gasly     | Alpine-Renault               | 71   | +1'01"766    | 13      | 1     |
| 11  | 16 | Charles Leclerc  | Ferrari                      | 71   | +1'07"056    | 6       |       |
| 12  | 31 | Esteban Ocon     | Alpine-Renault               | 71   | +1'08"325    | 10      |       |
| 13  | 18 | Lance Stroll     | Aston Martin Aramco-Mercedes | 70   | +1 giro      | 17      |       |
| 14  | 22 | Yuki Tsunoda     | RB-Honda RBPT                | 70   | +1 giro      | 14      |       |
| 15  | 23 | Alexander Albon  | Williams-Mercedes            | 70   | +1 giro      | 16      |       |
| 16  | 77 | Valtteri Bottas  | Kick Sauber-Ferrari          | 70   | +1 giro      | 18      |       |
| 17  | 24 | Zhou Guanyu      | Kick Sauber-Ferrari          | 70   | +1 giro      | PL      |       |
| 18  | 14 | Fernando Alonso  | Aston Martin Aramco-Mercedes | 70   | +1 giro      | 15      |       |
| 19  | 2  | Logan Sargeant   | Williams-Mercedes            | 69   | +2 giri      | 19      |       |
| 20  | 4  | Lando Norris     | McLaren-Mercedes             | 64   | +7 giri      | 2       |       |

## Classifiche mondiali

### Piloti
| Pos | Pilota           | Punti |
| --- | ---------------- | ----- |
| 1   | Max Verstappen   | 237   |
| 2   | Lando Norris     | 156   |
| 3   | Charles Leclerc  | 150   |
| 4   | Carlos Sainz Jr. | 135   |
| 5   | Sergio Pérez     | 118   |
| 6   | Oscar Piastri    | 112   |
| 7   | George Russell   | 111   |
| 8   | Lewis Hamilton   | 85    |
| 9   | Fernando Alonso  | 41    |
| 10  | Yuki Tsunoda     | 19    |
| 11  | Lance Stroll     | 17    |
| 12  | Nico Hülkenberg  | 14    |
| 13  | Daniel Ricciardo | 11    |
| 14  | Oliver Bearman   | 6     |
| 15  | Pierre Gasly     | 6     |
| 16  | Kevin Magnussen  | 5     |
| 17  | Esteban Ocon     | 3     |
| 18  | Alexander Albon  | 2     |

### Costruttori
| Pos | Costruttore                  | Punti |
| --- | ---------------------------- | ----- |
| 1   | Red Bull Racing-Honda RBPT   | 355   |
| 2   | Ferrari                      | 291   |
| 3   | McLaren-Mercedes             | 268   |
| 4   | Mercedes                     | 196   |
| 5   | Aston Martin Aramco-Mercedes | 58    |
| 6   | RB-Honda RBPT                | 30    |
| 7   | Haas-Ferrari                 | 19    |
| 8   | Alpine-Renault               | 9     |
| 9   | Williams-Mercedes            | 2     |

## Decisioni della FIA
Il pilota britannico della Mercedes, Lewis Hamilton, non riceve sanzioni da parte dei commissari sportivi per essere uscito fuori dal tracciato e averne tratto un vantaggio alla curva 1, nel corso del primo giro. Hamilton viene penalizzato di cinque secondi sul tempo di gara, con la penalità scontata durante una sosta ai box, per aver oltrepassato la linea bianca all'ingresso della pit lane. Il pilota olandese della Red Bull Racing, Max Verstappen, non riceve sanzioni per essere stato rilasciato dai meccanici in condizioni non di sicurezza, al termine di un pit stop. L'altro pilota della Red Bull Racing, il messicano Sergio Pérez, e quello spagnolo dell'Aston Martin, Fernando Alonso, vengono penalizzati rispettivamente di cinque e dieci secondi sul tempo di gara, e di due punti sulla superlicenza per lo spagnolo, con le penalità scontate in gara durante una sosta ai box, per aver superato la velocità massima dentro la corsia dei box e per aver causato una collisione con Zhou Guanyu alla curva 3.